# West Liberty (Iowa)
West Liberty é uma cidade localizada no estado americano de Iowa, no Condado de Muscatine.

## Demografia
Segundo o censo americano de 2000, a sua população era de 3332 habitantes.
Em 2006, foi estimada uma população de 3649, um aumento de 317 (9.5%).

## Geografia
De acordo com o United States Census Bureau tem uma área de
4,0 km², dos quais 4,0 km² cobertos por terra e 0,0 km² cobertos por água. West Liberty localiza-se a aproximadamente 206 m acima do nível do mar.

## Localidades na vizinhança
O diagrama seguinte representa as localidades num raio de 24 km ao redor de West Liberty.